# Lucas Hernández
Lucas François Bernard Hernández eller bare Lucas (født 14. februar 1996 i Marseille, Frankrig) er en fransk fodboldspiller (venstre back/midterforsvarer). Han spiller for FC Bayern München i den Tyske Bundesliga efter han skiftede fra Atletico Madrid i sommeren 2019. Bayern München betalte i omegnen af 600 millioner kroner, hvilket gør ham til den næstdyreste forsvarsspiller, kun overgået af Virgil van Dijk

## Klubkarriere
Allerede i sine tidlige ungdomsår, i 2007, skiftede Lucas til Atlético Madrids akademi. Han blev rykket op i klubbens seniortrup i 2014. Han var en del af klubbens pre-season-tur i USA og Mexico, og debuterede for førsteholdet i en Copa del Rey-kamp mod L'Hospitalet 3. december 2014.
Lucas var med Atlético med til at nå Champions League-finalen 2016 mod lokalrivalerne Real Madrid, hvor han blev skiftet ind i løbet af den forlængede spilletid. Real endte med at vinde kampen efter straffesparkskonkurrence. Året efter var han med til at vinde Europa League efter finalesejr over Olympique Marseille.

## Landshold
Lucas står (pr. december 2022) noteret for 33 kampe for det franske landshold, som han debuterede for 23. marts 2018 i en venskabskamp mod Colombia. Han var en del af den franske trup til VM 2018 i Rusland og VM 2022 i Qatar.